# Linteiros
Linteiros es una aldea municipio de Porto do Son, Galicia, España. Pertenece a la parroquia de Miñortos. Está situada en las inmediaciones de la villa de Portosín. El PGOM de Puerto del Son denomina a esta aldea Linteiros-As Pardiñas.
En 2022 tenía una población de 82 habitantes (41 hombres y 41 mujeres). Tiene una superficie delimitada de 282087 m². Está situada aproximadamente a 8,5 km de la cabecera municipal a 19 metros sobre el nivel del mar.
El asentamiento presenta varias formas de ocupación del territorio que obedecen a factores de localización bien diferenciados. En primer lugar encontramos la zona del núcleo tradicional de Linteiros, emplazamiento original de la localidad, arriba de la AC-550 y que se corresponde a una aldea gallega con callejero tradicional con cierres de mampostería y unas edificaciones muy próximas entre sí. En sus inmediaciones encontramos el área de crecimiento natural de la aldea siguiendo el callejero principal. No obstante en los últimos años la localidad se ha expandido a lo largo de la AC-550 hasta la zona conocida como As Pardiñas y la zona anexa a la playa de Ornanda. Estas nuevas construcciones corresponden en su mayoría a segundas residencias o al interés que genera la zona costera a la hora de construir. Un último espacio sería el delimitado al margen izquierdo del río Ornanda en una zona de pendiente moderada conocida como A Costa.
Está formada por 129 residencias. 18 (16 en el núcleo original) son de carácter tradicional mientras que las 110 restantes corresponde a viviendas más recientes construidas a lo largo de AC-550, la zona de Pardiñas y la Playa de Ornanda. 124 corresponden a viviendas unifamiliares y las 5 restantes a residencias colectivas. El núcleo tradicional ocupa una extensión de 17 252 m² mientras que toda la zona más reciente ocupa 264 835 m².
Al pie de esta aldea encontramos la playa de Ornanda también conocida como playa de las Gaviotas. Es una playa de arena blanca de gran calidad muy frecuentada por vecinos de toda la zona de Santiago y de la comarca de Noya. Tiene una longitud de 300 metros y aguas tranquilas.

## Zonas
La localidad originalmente era una aldea constituida por un único núcleo cerrado. En los últimos años la aldea se ha expandido ladera abajo hacia el mar y a través de la AC-550. Este crecimiento da lugar a agrupaciones de viviendas de gran tamaño, casi llegando a formar otros núcleos independientes dentro de la localidad además del original de Linteiros.
- Núcleo tradicional de Linteiros: Es la extensión tradicional de la aldea, está situada al este de la A-550 a 22 metros de altitud. Constituye un núcleo que ocupa una extensión de 17 252 m². Está formada por 17 viviendas unifamiliares (16 tradicionales y 1 reciente).

- Zona de Ornanda o Ribeiro: Es la zona situada entre la playa de las Gaviotas y la AC-550 a entre 3 y 20 metros sobre el nivel del mar. En esta zona encontramos varios centros hosteleros como bares, restaurantes y un hotel en estado ruinoso. Todas sus construcciones son de carácter reciente. Pertenece al lugar de Linteiros, pero por sí misma forma un núcleo dentro de la localidad, debido a la proximidad de sus construcciones.

- Zona de A Costa: Está situada al margen izquierdo del río Ornanda. A simple vista parece una localidad independiente, puesto que no existe ninguna conexión con el resto de la aldea, pero es una expansión del núcleo de Linteiros. Son construcciones muy recientes, y la ley de aguas de Galicia no permite construir entre esta zona y resto de la localidad debido al espacio que esta obliga a dejar a los márgenes del río Ornanda. Está formada por 15 construcciones.

- Zona de As Pardiñas. Es la expansión diseminada de la localidad hacia el norte a través de la AC-550 y alrededor de la capilla de los Desamparados, también conocida como Pardiñas. El topónimo As Pardiñas, documentado desde 1183 se refiere a la situación de la capilla en un soto.

## Economía
La mayoría de viviendas nuevas de esta localidad corresponden a segundas residencias vinculadas al turismo y al descanso. Es un núcleo rural vinculado tradicionalmente a la agricultura y la pesca. La mayoría de los habitantes residentes permanentes trabajan en la vecina Portosín y Noya.
En la época estival la actividad económica se centra principalmente en el turismo generado por la playa de las Gaviotas. Al lado de la playa encontramos varios establecimientos hosteleros y el Camping de Punta Batuda. En esta localidad encontramos también el aserradero Maderas Ornanda S.A.

## Patrimonio
La Capilla de los Desamparados o de As Pardiñas, es una pequeña capilla bajo advocación a la Virgen de los desamparados, construida en 1848. Está formada por una sola nave, con la eucaristía al lado del presbiterio. La fachada va enmarcada por dos pilastras que finalizan en pináculos, un frontón que parte para colocar la plataforma sobre la que va la espadaña, con un solo arco que termina también en pináculos. Sobre la puerta lleva una ventana. En las proximidades de la capilla hay un crucero conocido como Cruceiro das pardiñas.

## Festividades
El segundo domingo de julio tiene lugar la festividad de la Virgen de los Desamparados, en las inmediaciones de la Capilla en honor a la Virgen de los Desamparados.

## Galería de imágenes
|                                                        |
| Linteiros, fotografiada por un vuelo americano en 1956 |

|                                       |
| Delimitacion de Linteiros y sus zonas |

|                                    |
| Playa de Ornanda o de las Gaviotas |

|                        |
| Capilla de As Pardiñas |

|                        |
| Capilla de As Pardiñas |

|                        |
| Capilla de As Pardiñas |

|                  |
| Zona de Pardiñas |

|                                      |
| Cruceiro á par da Capela de Pardiñas |